# Бхадури, Джайя
Джая Бхадури (англ. Jaya Bhaduri, в замужестве Джая Баччан; род. 9 апреля 1948, Джабалпур, Мадхья-Прадеш, Индия) — известная индийская актриса, сценарист, продюсер и политик. Лауреат трёх Filmfare Award за лучшую женскую роль и трёх за лучшую женскую роль второго плана.

## Биография
Родилась в бенгальской семье 9 апреля 1948 года в Калькутте, Индия. Отец — Тарун Кумар Бхадури, журналист, писатель, художник. Мать — Индира Бхадури. Муж — Амитабх Баччан, актёр. Дети — Швета и Абхишек Баччаны.
Джая начала свою карьеру с маленькой роли в фильме Сатьяджита Рая «Большой город» в 1963 году. Она завоевала сердца зрителей в роли сестры Уттама Кумара в бенгальском фильме Dhannyi Meye.
Учившаяся в Киноинституте Пуны, она вымостила себе дорогу к первому фильму на хинди — это был фильм Ришикеша Мукхерджи «Гудди». В роли Гудди Джая показала человека, с которым могла себя идентифицировать вся страна. После успеха «Гудди» Джае стали предлагать схожие роли роли в фильмах Uphaar, Jawani Diwani, Anamika. Она пыталась оторваться от этого имиджа с помощью таких фильмов, как «Преодоление» и «Чистый лист», и скоро её стали воспринимать как консервативную леди в сари, закутанную по самые плечи.
Она влюбилась в Амитабха Баччана, который в то время ещё только боролся за место под солнцем. Она подписала с ним четыре проекта: Ek Nazar, Bansi Birju, «Затянувшаяся расплата» и «Гордыня», которые были проданы исключительно благодаря её звездной привлекательности. А с успехом «Затянувшейся расплаты» и «Гордыня» отказалась от процветающей карьеры и вышла замуж за Амитабха.
На съёмках фильма «Месть и закон» (1975 год) Бхадури была беременна дочерью Шветой. Впоследствии чего она отошла от съёмок в кино и занялась воспитанием детей.
В 1981 году, после того, как её муж взлетел на самый верх, а её брак бомбили слухи о супружеской измене, она вернулась на экран (только на один фильм) и снялась в паре с Амитабхом и Рекхой в фильме «Любовная связь».
Долгие годы Джая не снималась в кино, но вела очень активную социальную жизнь, делала передачи для детей, много помогала Амитабху в его проекте ABCL. В 1995 году успешный телепродюсер и председатель Детского Кинообщества, Джая вернулась в киноиндустрию на хинди, снявшись в фильме Говинда Нихалани «Мать земли». Её настоящим киновозвращением стал фильм «В поисках брата», — к Джайе снова вернулись успех и признание. Сейчас Джая иногда снимается в кино, но больше всего её интересует политическая жизнь (Джая — член парламента Индии от социалистической Самаджвади парти).

## Награды
Актриса обладательница многих наград, в том числе Special Life Time Achievement award (1998) — прижизненная награда за выдающийся вклад в индийское кино.

## Фильмография
- Meherjaan (2011)
- Папочка (2009)
- Sunglass (2008)
- Lovesongs: Yesterday, Today & Tomorrow (2008)
- Украденная невинность (2007)
- Laaga Chunari Mein Daag … Савитри
- Наступит завтра или нет? (2003) … Дженнифер Капур
- Desh (2002) … Супрабха Деви
- Koi Mere Dil Se Poochhe (2002) … Манси Деви
- Daughters of This Century (2001) … Abhagi
- И в печали, и в радости (2001) … Нандини Райчанд
- Dr. Mukta (2000)… Dr. Mukta
- В поисках брата (2000) … Нишатби
- Мать земли (1998) … Sujata Chatterji
- Akka (1994) … камео
- Любовная связь (1981) … Шобха Мальхотра
- Nauker (1979) … Гита
- Ek Baap Chhe Bete (1978)
- Abhi To Jee Lein (1977) … Джая
- Втихаря (1975) … Васудха
- Мили (1975) … Мили Кханна
- Месть и закон (1975) … Радха
- Dil Diwana (1974)
- Doosri Sita (1974)
- Чистый лист (1974)… Арчана Гупта
- Naya Din Nai Raat (1974)
- Gaai Aur Gori (1973)
- Anamika (1973) … Анамика / Канчан / Арчана
- Phagun (1973)
- Гордыня (1973) … Ума Кумар
- Затянувшаяся расплата (1973) … Мала
- Преодоление (1972) … Аарти Матхур
- Bansi Birju (1972) … Банси
- Bawarchi (1972) … Кришна Шарма
- Ek Nazar (1972) … Шабнам
- Звук (1972) … Raat Ki Rani / Rani
- Annadata (1972)
- Samadhi (1972)
- Гувернер (1972) … Рама
- Jawani Diwani (1972) … Нита Тхакур
- Piya Ka Ghar (1972) … Малти Шанкар
- Jai Jawan Jai Makan (1971)
- Dhanyee Meye (1971)
- Uphaar (1971)
- Гудди (1971) … Кусум «Гудди»
- Большой город (1963) … Бани